# ونگمپودور
ونگمپودور (به انگلیسی: Vengampudur) یک زیستگاه انسانی در هند است که در Erode district واقع شده‌است.

## خصوصیات
ونگمپودور ۷٬۶۳۴ نفر جمعیت دارد.